# Irrational Games

Logo von 2K Australia

Irrational Games ist ein 1997 von Ken Levine, Jonathan Chey und Robert Fermier gegründeter Spieleentwickler in Quincy Massachusetts (nahe Boston). Das Studio ist bekannt für die Actionspiele System Shock 2 und BioShock.
2017 wurde das Entwicklerstudio in Ghost Story Games umbenannt.

## Geschichte
Das Studio wurde 1997 von Ken Levine, Jonathan Chey und Robert Fermier, die zuvor bei den Looking Glass Studios tätig waren, in Boston gegründet. In Zusammenarbeit mit Publisher Electronic Arts veröffentlichte das Studio 1999 sein Erstlingswerk System Shock 2, dessen Vorgänger noch von Looking Glass entwickelt wurde und in Zusammenarbeit mit dem alten Arbeitgeber der drei Gründer entstand. Der Titel erntete großes Kritikerlob, konnte kommerziell aber nicht überzeugen.
2000 wird eine Zweigstelle in der australischen Hauptstadt Canberra eröffnet, als deren Leiter Jonathan Chey fungierte. 2002 kommt es zu Rechtsstreitigkeiten mit dem Publisher Crave Entertainment, die den Abbruch des Projekts The Lost zur Folge haben. 2004 erhalten zwei Designer von Irrational, Ed Orman und Dean Tate, bei den Australian Game Developer Awards den Preis für Bestes Design, das Studio erhält die Preise Bestes Spiel des Jahres 2004 und Bestes Computerspiel. 2005 zieht das Studio Boston von Boston in das benachbarte Quincy um, wo größere Büroflächen vorhanden sind, behält aber den Namen „Irrational Games Boston“ bei.
Am 9. Januar 2006, während der Entwicklungsarbeiten des Actiontitels BioShock, wurde das bis dahin selbstständige Unternehmen von Take-Two Interactive übernommen. Am 10. August 2007, kurz vor dem Release von BioShock am 24. August, wurden die zu diesem Zeitpunkt zu Irrational Games gehörenden Entwicklerstudios in Quincy und der australischen Hauptstadt Canberra organisatorisch getrennt und zeitweise umbenannt in 2K Boston und 2K Australia. Im selben Jahr gründeten einige BioShock-Entwickler das vom Studio Boston unabhängige Entwicklerstudio 2K Marin. Zusammen mit 2K Australia übernahm das neue Studio die Entwicklung von BioShock 2.
Im Januar 2010 wurde 2K Boston wieder in Irrational Games umbenannt. 2k Australia wurde dagegen mit 2K Marin zu einer Einheit zusammengeschlossen. 2013 veröffentlichte Irrational Games BioShock Infinite.
Mitte Februar 2014 gab Ken Levine bekannt, nach der Fertigstellung der letzten Downloaderweiterung für Bioshock Infinite seinen zukünftigen Arbeitsfokus verändern zu wollen. In einer Mitteilung auf der offiziellen Website schrieb er:

“I am winding down Irrational Games as you know it. I’ll be starting a smaller, more entrepreneurial endeavor at Take-Two.”

„Ich werde Irrational Games, wie ihr es kennt, zurückfahren. Ich werde einen kleineren, mehr gründerischen Ansatz bei Take 2 starten.“

Damit gab er die Entlassung aller Irrational-Mitarbeiter bis auf ein Kernteam von 15 Mitarbeitern bekannt. Ob dies gleichbedeutend mit der Schließung des Studios sei, ließ er offen. Levine kündigte an, sich auch weiterhin auf handlungsgetriebene Spiele für Core-Gamer mit hohem Wiederspielwert konzentrieren zu wollen, die jedoch ausschließlich auf digitalem Weg vertrieben werden sollen. Die Verantwortung für das BioShock-Franchise übergab Levine an Publisher 2k Games. Gegenüber der Presse schilderten ehemalige Mitarbeiter die Entwicklungszeit von BioShock Infinite und insbesondere die Zusammenarbeit mit Levine als kompliziert und aufreibend.
Im Februar 2017 erfolgte die Umbenennung des verbliebenen Entwicklerteams von Irrational Games zu Ghost Story Games. Als erstes Projekt wurde ein Rollenspiel mit Science-Fiction-Szenario angekündigt.

## Projekte
- System Shock 2 (1999), zusammen mit den Looking Glass Studios entwickelt
- Deep Cover (eingestellt), zusammen mit den Looking Glass Studios entwickelt
- The Lost (eingestellt), zusammen mit FXLabs Studios entwickelt
- Freedom Force (2002)
- Tribes: Vengeance (2004)
- Freedom Force vs. The 3rd Reich (2005)
- SWAT 4 (2005)
- SWAT 4: The Stetchkov Syndicate (2006), Add-on
- BioShock (2007)
- BioShock Infinite (2013)

Das Studio Boston produzierte BioShock mit dem Studio Canberra zusammen. BioShock wird als „geistiger Nachfolger“ von System Shock 2 angesehen, auch wenn der originale Name aus namensrechtlichen Gründen nicht verwendet werden durfte.